# Magomed Ramazanov
Magomed Ėl'darovič Ramazanov (in russo Магомед Эльдарович Рамазанов?; 22 maggio 1993) è un lottatore russo naturalizzato bulgaro, specializzato nella lotta libera e campione olimpico a Parigi 2024 nella categoria di -86 kg.

## Biografia
Ai campionati europei di Roma 2020 ha vinto la medaglia d'oro nel torneo dei -79 chilogrammi.

## Palmarès
- Giochi olimpici

Parigi 2024: oro negli -86 kg.
- Europei

Roma 2020: argento nei -79 kg.
- Campionati mondiali militari

Mosca 2018: oro negli -86 kg